# Manuel Capela
Pour les articles homonymes, voir Capela.
Manuel Maria Nogueira Capela, plus couramment appelé Capela, né le 9 mai 1922 à Angeja, est un footballeur portugais. Il évolue au poste gardien de but.

## Biographie
Capela est l'un des meilleurs gardiens portugais de la décennie 1940.
Capela commence sa carrière professionnelle au CF Os Belenenses, troisième grand club de Lisbonne.
Il forme, avec Vasco et Feliciano, « les Tours de Belém » : ces joueurs constituent par leur stature un mur défensif presque inattaquable.
Capela est sélectionné à cinq reprises avec l'équipe nationale du Portugal et fait ses débuts le 5 janvier 1947 à Lisbonne contre la Suisse, 2-2.

## Carrière
| Saison    | Club              | Classement | Division | Matches | Buts |
| --------- | ----------------- | ---------- | -------- | ------- | ---- |
| 1946-1947 | Os Belenenses     | 4°         | I        | -       | -    |
| 1947-1948 | Os Belenenses     | 3°         | I        | -       | -    |
| 1948-1949 | Académica Coimbra | 1°         | II       | 24      | -    |
| 1949-1950 | Académica Coimbra | 7°         | I        | 26      | -    |
| 1950-1951 | Académica Coimbra | 8°         | I        | 25      | -    |
| 1951-1952 | Académica Coimbra | 7°         | I        | 18      | -    |
| 1952-1953 | Académica Coimbra | 11°        | I        | 20      | -    |
| 1953-1954 | Académica Coimbra | 13°        | I        | 26      | -    |
| 1954-1955 | Académica Coimbra | 6°         | I        | 7       | -    |

## Palmarès
- Champion du Portugal en 1946 avec l'Os Belenenses
- Finaliste de la Coupe du Portugal en 1951 avec l’Académica de Coimbra
- 5 sélections en équipe du Portugal entre 1947 et 1951